# Krnjača
Krnjača (Servisch cyrillisch Крњача) is een plaats in de Servische gemeente Priboj. De plaats telt 220 inwoners (2002).